# Divinolândia
Divinolândia este un oraș în São Paulo (SP), Brazilia.